# Дементьев, Егор Викторович
Егор Викторович Дементьев (род. 12 марта 1987, Кременчуг, Полтавская область) — украинский велогонщик, двукратный чемпион летних Паралимпийских игр 2012 года в Лондоне. У Дементьева одна рука короче другой.

## Ранние годы
Родился 12 марта 1987 года. Отец — Дементьев Виктор Петрович, спортсмен, чемпион Украины, заслуженный тренер Украины. Егор учился сначала в школе «Ада», а затем «Надежды Украины». Окончив обучение в школе, он поступил в специализированное училище велосипедного спорта в Харькове, а затем в Кременчугский университет экономики, информационных технологий и управления на программиста.

## Спортивная карьера
Впервые Дементьев сел на велосипед в два года, а заниматься велосипедным спортом начал с 10 лет. В 14 он уже получил призовое место на международных соревнованиях на приз газеты «Вечерний Харьков».
С 2007 года перешёл в спортклуб ИСД, до этого посещал Кременчугскую ДЮСШ «Аванград». Основным тренером, который готовил Егора к стартам, был и остаётся Роман Радченко. Также тренирует сына его отец Виктор Петрович.
До того как попасть в паралимпийский спорт, Дементьев добился больших успехов в обычном. В 2009 году стал чемпионом Украины среди гонщиков до 23 лет в групповой гонке. Были и международные соревнования, где он занимал призовые места. Потом появилась возможность квалифицироваться в паралимпийском спорте. В 2011 году на чемпионате мира в Италии он занял 3 место.
Но в 2011 году он попал в ДТП: в Донецке спортсмена сбил автомобиль. В результате он получил переломы рёбер, запястий, ключицы и компрессионный перелом позвоночника. Егор провёл в постели четыре месяца. Пришлось отказаться от участия в Кубке мира в Испании, это поставило под угрозу его дальнейшую спортивную карьеру.
Врачи запретили вставать. Это было очень непросто. Я благодарен жене, тренеру, отцу за то, что они вылечили меня, помогли стать на ноги. Тогда я сомневался, что смогу поехать на Паралимпиаду.Е. Дементьев
Ему удалось довольно быстро реабилитироваться после травмы, в частности благодаря занятиям плаванием. Уже в ноябре 2011 года Егор вернулся в спорт: начал тренироваться в Крыму, успешно выступил на международных соревнованиях среди паралимпийцев в Лос-Анджелесе, где завоевал золото, а потом показал хорошие результаты на обычном турнире по велоспорту.

### Паралимпиада 2012
На Паралимпиаде 2012 года в Лондоне Егор выступал в четырёх дисциплинах: две трековые и шоссейные — и завоевал две золотые медали.
Соревнования для дебютанта игр Егора Дементьева начались с индивидуальной гонки на время. Мужчинам в классе С4-5 предстояло проехать 1 км. Стартовали спортсмены по одному, и время, показанное в заезде, заносилось в итоговый протокол. Таким образом, результат нужно было показать с первой попытки. Всего стартовали 22 гонщика. Егор, показав время 1:09,558, финишировал восьмым. Победа в этом виде досталась испанскому спортсмену Альфонсо Кабелло, который побил мировой рекорд (1:05,947).
Егор Дементьев выступил в своей второй гонке на треке — индивидуальном персьюте. Право выступить в дневной квалификации получили только 12 лучших гонщиков планеты. На кону — всего четыре путевки в финал. Егору в заключительном заезде выпало соревноваться с 33-летним австралийцем Майклом Галлахером, паралимпийским чемпионом Пекина 2008, обладателем мирового и паралимпийского рекордов в классе С-5. Егор замкнул четвёрку финалистов, финишировав с очередным личным рекордом. Бронзовый финал Егор проехал ещё быстрее, чем в квалификации. Однако для медали этого не хватило: китаец Лю финишировал на пять секунд быстрее.
Первую золотую паралимпийскую медаль Дементьев выиграл 5 сентября в индивидуальной гонке в категории С5, преодолев дистанцию 24 км за 32 мин 12,98 с. Соревнования проходили на гоночной трассе Брэндс-Хэтч в графстве Кент. Дементьев стартовал одним из последних. Первый круг (8 км) он прошёл со вторым результатом, уступив китайцу Лю Циньяню. Однако на последнем круге украинец финишировал с первым временем. Результат Дементьева — 32:12.98. Китаец — второй, с отставанием чуть больше восьми секунд (32:21.03). На третьем месте австралиец Галлахер, показавший время 33:12.03.
В шоссейной групповой гонке на 80 км (10 кругов по 8 км) между спортсменами шла борьба за первенство. Егор приехал первым, показав время 1:00 55,38 минут. В середине дистанции бразилец Соелито Гор сделал попытку уйти от преследователей. Его преимущество на 5-м и 6-м кругах доходило до 45—50 секунд. На предпоследнем круге бразильца атаковала группа из 12-ти гонщиков, в которой был Дементьев. И уже на промежуточном отрезке седьмого круга группа догнала бразильца. Финишировал Егор с 10-секундным преимуществом над китайцем Лю Циньянем. Бронзовую медаль завоевал итальянец Микеле Питтаколо, 42-летний спортсмен, выступающий в категории С4. Итальянец сумел выиграть финишный спринт у двух бразильских велогонщиков.

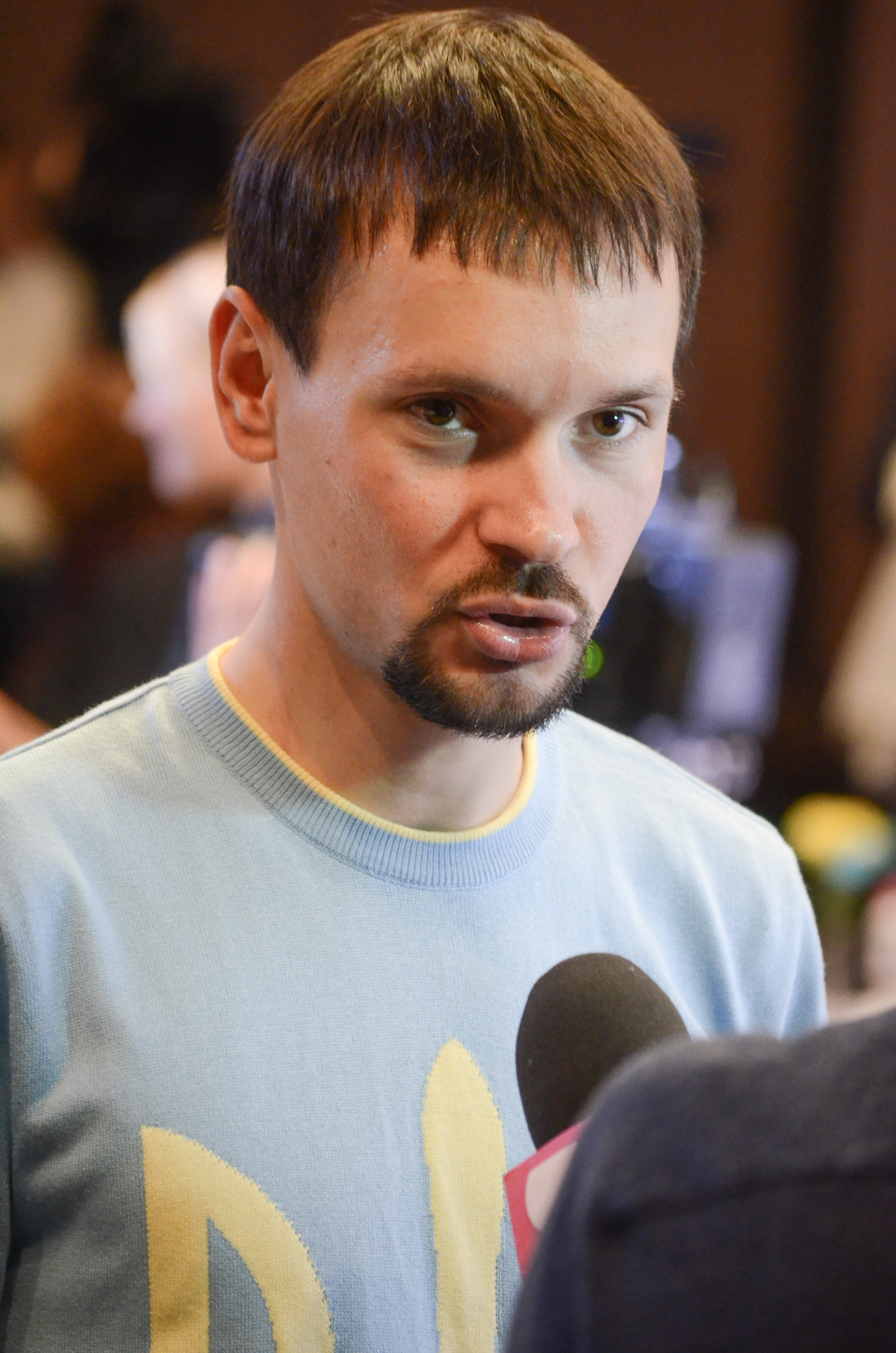
Дементьев на встрече с Президентом по итогам Паралимпиады 2016

### Чемпионат мира 2013
На чемпионате мира по велоспорту, который проходил в городе Бе-Комо (Канада), Егор Дементьев стал чемпионом в индивидуальной гонке на время. В первый день 30 августа кременчужанин Егор в индивидуальной гонке на время (дистанция 25,9 км) в категории С5, в которой приняли участие 16 гонщиков, выиграл золотую медаль. Украинец финишировал с результатом 34:47,88. Вторым пересёк финиш итальянец Андреа Тарлао, отстав от Егора на 36 секунд (результат 35:23,61). Бронзовым призёром стал Элистар Доногью из Австралии (35:36,03).
1 сентября Дементьев завершил выступление на чемпионате мира по шоссе, заняв четвёртое место в групповой гонке в категории С5. Гонки протяжённостью 80 км насчитывали 7 кругов, в которых лучшим стал австралиец Майкл Галлахер, преодолевший дистанцию за 2:00:18. Итальянец Ботоссо, уступив 37 секунд, стал вторым. А вот судьбу «бронзы» определил фотофиниш, поскольку сразу три гонщика финишировали одновременно через 1 минуту и 18 секунд после победителя. И в этой мини-группе был Егор Дементьев. Третьим стал Алистер Доногью, Егор — четвёртый, Кедрич Раммасами из Франции — пятый.

### Паралимпийские игры 2020
В августе 2021 года на летних Паралимпийских играх 2020 Дементьев завоевал серебряную медаль на раздельной шоссейной гонке (класс C5).

## Личная жизнь
В 2009 году Егор Дементьев женился, супруга — Наталья, 1 марта 2013 года родилась дочь — Мария.

## Награды
- Орден князя Ярослава Мудрого V степени (18 сентября 2024) — За достижение высоких спортивных результатов на ХVІІ летних Паралимпийских играх в городе Париже (Французская Республика), проявленную самоотверженность и волю к победе, утверждение международного авторитета Украины[19].
- Орден «За заслуги» I степени (16 сентября 2021) — за значительный личный вклад в развитие паралимпийского движения, достижения высоких спортивных результатов на XVI летних Паралимпийских играх в городе Токио (Япония), проявленные самоотверженность и волю к победе, утверждение международного авторитета Украины[20].
- Орден «За заслуги» II степени (4 октября 2016) — за достижение высоких спортивных результатов на XV летних Паралимпийских играх 2016 года в Рио-де-Жанейро, проявленное мужество, самоотверженность и волю к победе, утверждение международного авторитета Украины[21].
- Орден «За заслуги» III степени (17 сентября 2012) — за достижение высоких спортивных результатов на XIV летних Паралимпийских играх в Лондоне, проявленное мужество, самоотверженность и волю к победе, подъём международного авторитета Украины[22].